# Samuel Aguilar
Samuel Aguilar Alvarenga (1933. március 16. – Fernando de la Mora, 2013. május 12.) paraguayi labdarúgókapus.
A paraguayi válogatott tagjaként részt vett az 1958-as labdarúgó-világbajnokságon.